# Ermanno Olmi
Ermanno Olmi (Treviglio, 24 juli 1931 – Asiago, 5 mei 2018) was een Italiaans regisseur en scenarist. Zijn films worden gerekend tot het Italiaans neorealisme.

## Levensloop
Olmi's familie verhuisde in 1933 naar Milaan, waar hij na de Tweede Wereldoorlog werd aangenomen als kantoorbediende bij het elektriciteitsbedrijf Edison Volta. Bij deze onderneming raakte hij betrokken bij de film- en toneelafdeling. Tussen 1953 en 1961 maakte hij ongeveer 40 films en documentaires.
In 1961 regisseerde Olmi de semi-autobiografische Il posto, over de sleur en verveling van een loopjongen bij een grote onderneming. Zijn eerste film voor een breder publiek was de uit 1965 afkomstige E venne un uomo, een biografisch relaas over het leven van Paus Johannes XXIII. Deze film - een van de weinige films waarvoor Olmi professionele acteurs gebruikte - werd een commerciële flop en Olmi vervolgde zijn carrière als televisieregisseur.
In 1978 maakte Olmi zijn meest bekroonde speelfilm, L'albero degli zoccoli, over het plattelandsleven in Bergamo van de negentiende eeuw. De film won onder meer een Gouden Palm van het Filmfestival in Cannes, de David di Donatello voor beste film, en de César voor beste buitenlandse film. Het in 1988 vervaardigde La leggenda del santo bevitore won een Gouden Leeuw van het Filmfestival Venetië.
Olmi was getrouwd met de actrice Loredana Detto, met wie hij drie kinderen had.
In 2008 ontving hij de Lifetime Achievement Award tijdens het 65ste Filmfestival van Venetië.

## Filmografie
- 1959: Il tempo si è fermato
- 1961: Il posto
- 1963: I fidanzati
- 1965: E venne un uomo
- 1968: Un certo giorno
- 1970: I recuperanti
- 1971: Durante l'estate
- 1974: La circostanza
- 1978: L'albero degli zoccoli
- 1983: Camminacammina
- 1987: Lunga vita alla signora!
- 1988: La leggenda del santo bevitore
- 1993: Il segreto del bosco vecchio
- 1994: Genesi: La creazione e il diluvio
- 2001: Il mestiere delle armi
- 2003: Cantando dietro i paraventi
- 2005: Tickets (segment)
- 2007: Centochiodi
- 2011: Il villaggio di cartone
- 2014: Torneranno i prati